# Carl Ribbing
Carl Christofer Ribbing, född 8 augusti 1826 i Öggestorps församling, Jönköpings län, död där 16 augusti 1899, var en svensk hovman och politiker. Han tillhörde ätten Ribbing och var far till Gustaf Ribbing.
Ribbing blev student vid Uppsala universitet 1843 och avlade juridisk-filosofisk examen 1847. Han blev underlöjtnant vid Smålands grenadjärbataljon 1849, löjtnant där 1854, kapten 1865, major vid Upplands regemente 1876 och vid Smålands grenadjärbataljon 1879. Ribbing beviljades avsked ur krigstjänsten 1883. Han var godsägare (Ulvsnäs i Öggestorps socken). Ribbing anlade Jönköpings mejeri 1871. Han var sekreterare i Jönköping läns hushållningssällskap 1860–1866, vice ordförande i nämnda sällskap 1866–1871 och ordförande där 1871–1876. Ribbing var hovmarskalk från 1883. Som riksdagsman var han ledamot av riksdagens första kammare 1870–1879 för Jönköpings län. Ribbing var även kommunalordförande och ordförande i Jönköpings läns landsting. Han invaldes som ledamot av Lantbruksakademien 1874. Ribbing blev riddare av Svärdsorden 1872 och av Nordstjärneorden 1875.